# Sara Adler
Sara Adler (26 de mayo de 1870-28 de abril de 1953) fue una actriz judía, intérprete de Teatro Yiddish, de origen ruso que desarrolló la mayor parte de su carrera en los Estados Unidos.  

## Biografía
Su verdadero nombre era Levitskaya (según la Enciclopedia Británica su nombre sería Levitsky), y nació en Odesa, Ucrania, dentro de lo que entonces era el Imperio ruso. Creció hablando ruso, y solo aprendió el yiddish como consecuencia de su participación en el teatro yiddish. En Rusia se casó con Maurice Heine, líder de un grupo teatral yiddish; con él, como Sara Heine, viajó en 1884 a Nueva York, tras la prohibición en 1883 del teatro yiddish en Rusia. 
En 1890 se divorció de Heine, y en 1891 se casó con Jacob Adler, el cual estaba recién divorciado de la actriz Dinah Shtettin. Ella y Adler estuvieron entre los más prominentes actores del teatro yiddish en Nueva York en las siguientes tres décadas. Tras el fallecimiento de su marido en 1926, ella actuó sola en raras ocasiones. Sara Adler fue la madre de los destacados actores Luther Adler y Stella Adler, así como de los menos conocidos actores Jay Adler, Julia Adler, Frances Adler, y Florence Adler. [Adler, 1999, passim]
Aunque probablemente sea más recordada por sus primeros papeles junto a su marido, Sara Adler también representó, durante un tiempo, sus propias funciones con el Novelty Theater en Brooklyn, donde presentó, en yiddish, obras de Henrik Ibsen y de George Bernard Shaw mucho antes de que fueran conocidas por la audiencia de habla inglesa. También representó obras del dramaturgo y feminista francés Eugène Brieux. Después de que Randolph Schildkraut se discutiera con Max Reinhardt en Viena, Sara Adler le trajo a Brooklyn para interpretar al marido en la adaptación realizada por Jacob Gordin de la obra de León Tolstói La sonata a Kreutzer. Esa producción también incluía a Jacob Ben-Ami, así como a los hijos de Adler Stella y Luther Adler. [Adler, 1999, 361 (commentary)]
De los cerca de 300 primeros papeles que representó en su vida, quizás el más famoso fue el de la prostituta redimida Katusha Maslova en la adaptación por Jacob Gordin de la obra de León Tolstói Resurrección. Sara Adler falleció en Nueva York en 1953.